# Пицигаја (Арђеш)
Пицигаја (рум. Pițigaia) насеље је у Румунији у округу Арђеш у општини Сталпени. Oпштина се налази на надморској висини од 481 m.

## Становништво
Према подацима из 2002. године у насељу је живело 49 становника, од којих су сви румунске националности.